# Meromyzobia flavicincta
Meromyzobia flavicincta är en stekelart som först beskrevs av William Harris Ashmead 1888.  Meromyzobia flavicincta ingår i släktet Meromyzobia och familjen sköldlussteklar. Inga underarter finns listade i Catalogue of Life.